# Domingo Pérez de Granada
Domingo Pérez de Granada és un municipi de la província de Granada a Andalusia. La seva extensió superficial és de 48,93 km² i el 2019 tenia 890 habitants. Forma part de la comarca de Los Montes.
Va ser una Entitat local autònoma dins el municipi de Iznalloz fins que al març de 2015 es va constituir com a municipi.
Està format pel nuclis de població de Domingo Pérez de Granada, Cotílfar i Cañatabla.